# Araeoncus hanno
Araeoncus hanno är en spindelart som beskrevs av Simon 1884. Araeoncus hanno ingår i släktet Araeoncus och familjen täckvävarspindlar.
Artens utbredningsområde är Algeriet. Inga underarter finns listade i Catalogue of Life.